# Crafers
Crafers är en ort i Australien. Den ligger i kommunen Adelaide Hills och delstaten South Australia, omkring 12 kilometer sydost om delstatshuvudstaden Adelaide. Antalet invånare är 1 945.
Runt Crafers är det ganska tätbefolkat, med 56 invånare per kvadratkilometer.. Närmaste större samhälle är Adelaide, omkring 12 kilometer nordväst om Crafers. 
I omgivningarna runt Crafers växer i huvudsak blandskog. Genomsnittlig årsnederbörd är 729 millimeter. Den regnigaste månaden är juni, med i genomsnitt 133 mm nederbörd, och den torraste är december, med 21 mm nederbörd.